# Crusino Ier Sommaripa
Crusino Ier Sommaripa, mort en 1462, est seigneur des îles de Paros et, plus tard, d'Andros, dans le Duché de l'Archipel.

## Biographie
Crusino est le fils de Maria Sanudo et de Gaspare Sommaripa. Sa mère est fille de la duchesse de l'Archipel Fiorenza Sanudo et de son second mari, Niccolo II Sanudo, ainsi que demi-sœur de Niccolo III dalle Carceri, dernier duc de l'Archipel issu de la famille des Sanudo. En décembre 1371, elle reçoit l'île d'Andros comme fief ainsi qu'Antiparos l'année suivante, mais lorsque Niccolo III est assassiné en 1383 et que Francesco Ier Crispo devient le nouveau duc, la possession d'Andros lui est enlevée. Maria est dédommagée par l'île de Paros qu'elle reçoit en tant que fief en 1389, à condition d'épouser le Véronais Gaspare Sommaripa, un arriviste politiquement insignifiant. Grâce à l'intervention de Venise, Maria succède également à son demi-frère Niccolo III en tant que dame d'un tiers de l'île d'Eubée.
Crusino est un homme cultivé et un antiquaire ; il divertit son collègue antiquaire et érudit Cyriaque d'Ancône, qui visite souvent Paros en raison de ses célèbres carrières de marbre, avec des présentations d'anciennes statues que ses hommes ont déterrées. Une fois, il lui offre même la tête et les jambes d'une ancienne statue, que Cyriaque envoie à un ami, Andriolo Giustiniani de la Banque de Chios.
En 1440, il reprend le contrôle de l'ancienne possession de sa mère, Andros, à la suite d'une décision de justice vénitienne. Il donne l'île voisine d'Antiparos à son beau-fils, issu de la famille des Loredano.